# Cosmopterix crassicervicella
Cosmopterix crassicervicella ist ein Schmetterling (Nachtfalter) aus der Familie der Prachtfalter (Cosmopterigidae).

## Merkmale
Die Falter erreichen eine Flügelspannweite von 8 bis 9 Millimeter. Die Fühler haben eine unterbrochene weiße Linie, die von der Basis bis 1/3 der Fühlerlänge reicht. Zwei weiße Abschnitte aus zwei Segmenten befinden sich bei 3/4 der Fühlerlänge. Sie sind durch zwei braune Segmente getrennt. Der weiße Subapikalring besteht aus drei Segmenten. Die Vorderflügel sind braun. Die Basalregion ist mit fünf schmalen, weißen Linien gezeichnet. Die Costallinie reicht vom ersten Drittel der Basalregion bis zur inneren. metallisch glänzenden Binde. Die Subcostallinie beginnt an der Flügelbasis und ist nach innen gekrümmt. Die Mittellinie ist kurz und liegt über der Analfalte. Die Subdorsallinie ist etwas länger als die Mittellinie und weiter von der Flügelbasis entfernt. Die Dorsallinie reicht von der Flügelbasis bis über die Flügelmitte hinaus. An der Flügelspitze befindet sich eine weiße Linie, die in der Mitte schmal ist und auch unterbrochen sein kann. Die Fransenschuppen sind braun. Die Hinterflügel sind graubraun. Das Abdomen ist dorsal braun, die Segmente 2 bis 5 sind dorsal ockerfarben gelb bis orangebraun.
Bei den Männchen ist das rechte Brachium hakenförmig und hat eine abgerundete Spitze. Es ist etwa achtmal länger als das linke. Die Valven sind nahezu dreieckig und haben einen konkaven oberen Rand. Der Caudalrand ist leicht konvex. Die Valvellae sind schlank und nahe der Basis verjüngt. Sie sind gebogen und haben eine scharfe Spitze. Der Aedeagus ist sehr schlank und flaschenförmig. Der vordere Teil ist leicht gekrümmt und hat eine scharfe Spitze. Der hintere Teil ist sehr kurz und weitet sich distal leicht.
Bei den Weibchen ist das hintere Ende des 7. Sternits sehr flach bogenförmig. Das 8. Segment ist dreimal so breit wie lang. Das Ostium ist rundlich und sichelförmig sklerotisiert. Das Sterigma ist oval. Der Ductus bursae ist anderthalb mal so lang wie das Corpus bursae. Das Corpus bursae ist eiförmig, die Signa sind entweder sehr klein oder fehlen.

### Ähnliche Arten
Cosmopterix crassicervicella unterscheidet sich von Cosmopterix attenuatella durch die kürzere weiße Linie auf den Fühlern, die breiteren Vorderflügel (achtmal so lang wie breit) und die kurze Costallinie.

## Verbreitung
Die Art ist in Südeuropa (Spanien, Portugal, Frankreich, Sizilien, Griechenland, Kreta), Kleinasien, Transkaukasien, Nordafrika, den Kanarischen Inseln und im Nahen Osten beheimatet.

## Biologie
Die Raupen entwickeln sich an Zypergräsern (Cyperus) und minieren in den Blättern, wobei das gesamte Blatt bis zur Spitze von der Mine eingenommen wird. Die Raupen legen einen seidigen Fraßgang an, um sich dort während der Fresspausen zu verstecken. Die Mine ist an dieser Stelle zusammengefaltet. Sie verpuppen sich innerhalb der Mine in einer Gespinstkammer, wodurch das Blatt zusammengefaltet wird. Die Art bildet zwei Generationen im Jahr, die Falter fliegen von Mitte April bis Mitte Juni und von Ende August bis Ende Oktober.

### Systematik
Es sind folgende Synonyme bekannt:
- Cosmopteryx crassicervicella Chrétien, 1896
- Cosmopteryx flavipes Turati, 1930
- Cosmopteryx superba Gozmány, 1960
- Cosmopteryx dalii Agenjo, 1981

## Belege
1. 1 2 3 4  J. C. Koster, S. Yu. Sinev: Momphidae, Batrachedridae, Stathmopodidae, Agonoxenidae, Cosmopterigidae, Chrysopeleiidae. In: P. Huemer, O. Karsholt, L. Lyneborg (Hrsg.): Microlepidoptera of Europe. 1. Auflage. Band 5. Apollo Books, Stenstrup 2003, ISBN 87-88757-66-8, S. 116 (englisch).
2. 1 2  Cosmopterix crassicervicella bei Fauna Europaea. Abgerufen am 13. Januar 2012